# 도토리묵

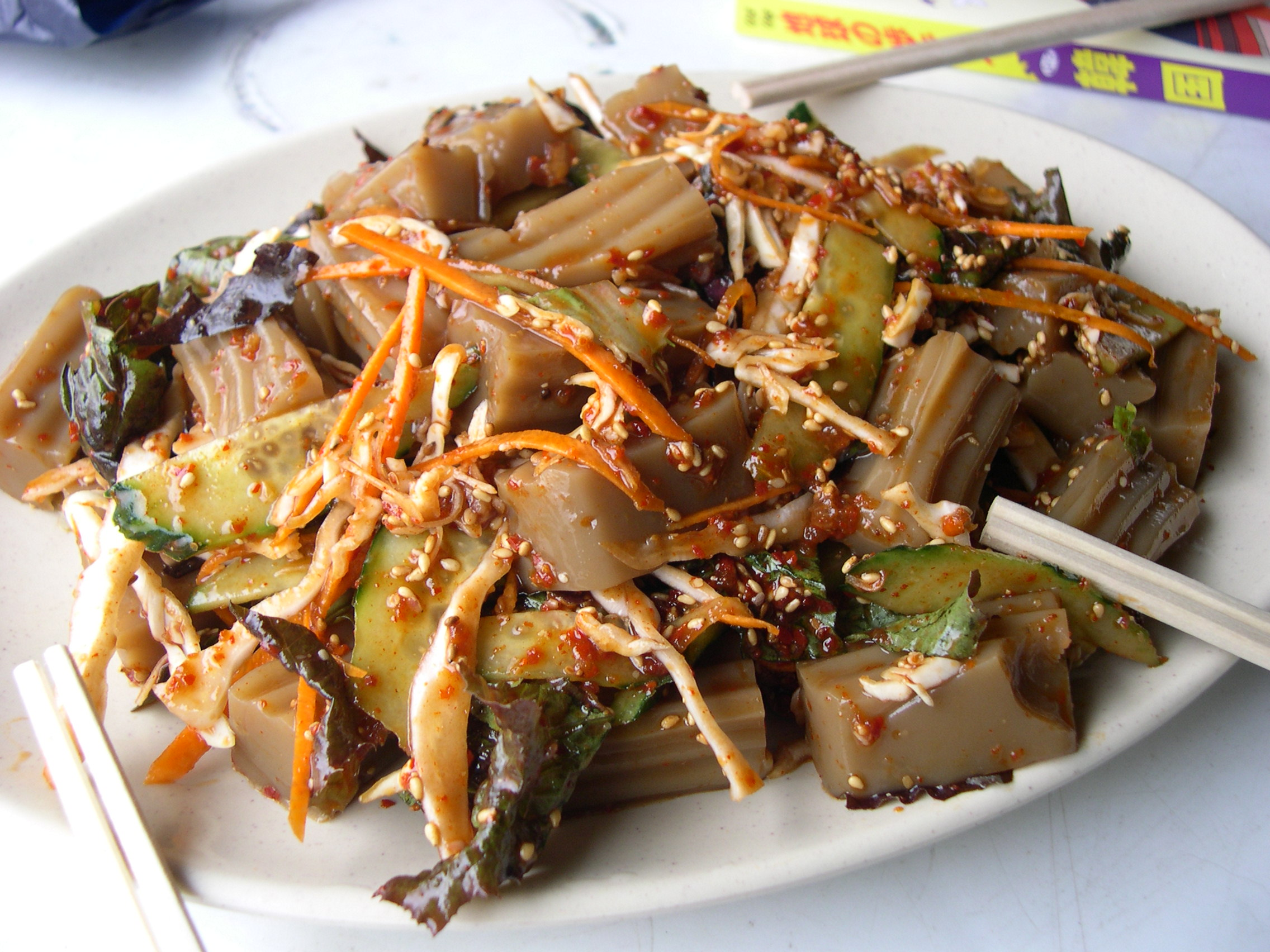
도토리묵 무침

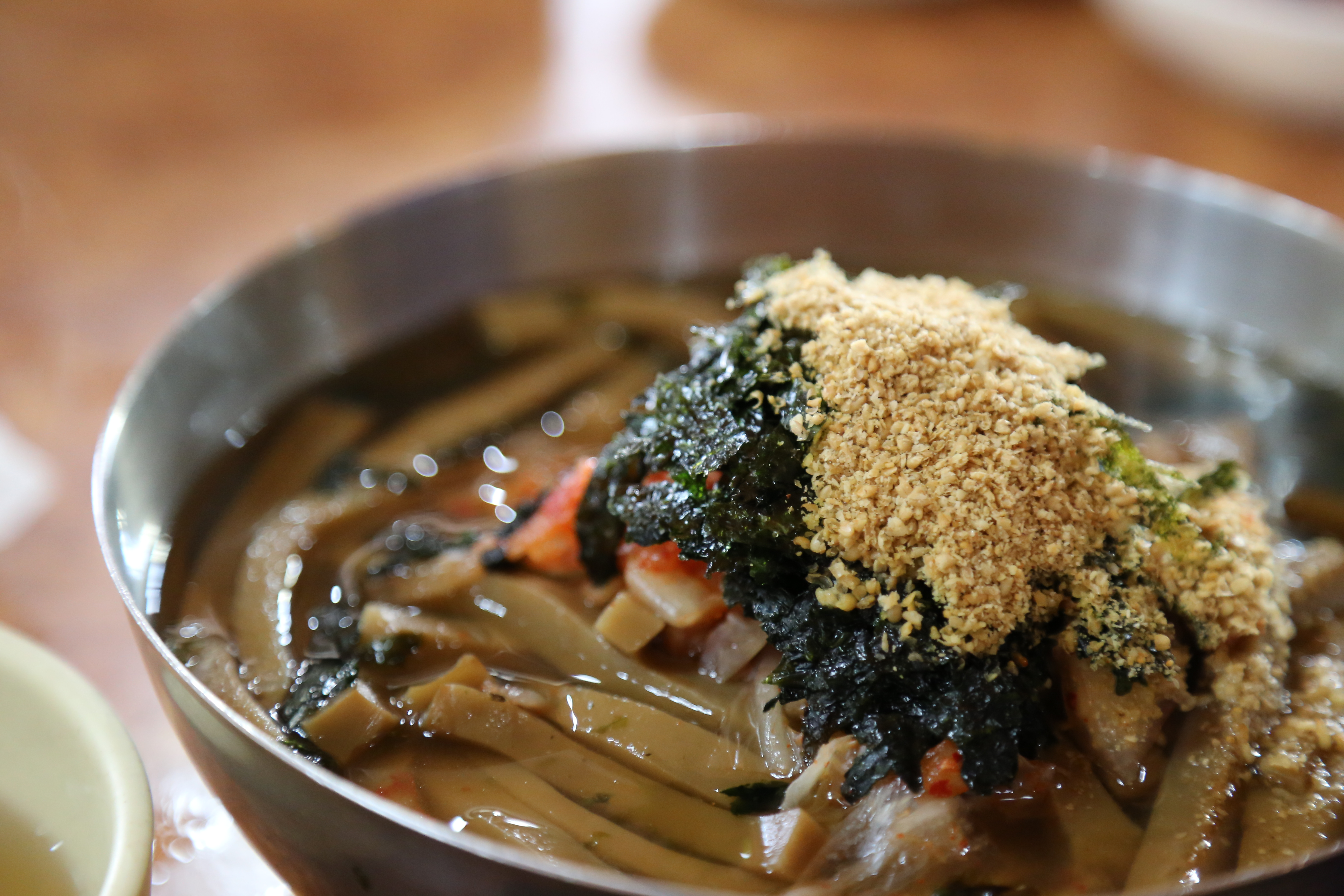
도토리 묵밥

도토리묵은 도토리의 녹말을 이용하여 만든 묵류의 음식이다. 도토리묵은 산간지방에서 기원하였는데, 떡갈나무가 많은 지역은 가을에 도토리가 풍부하게 생산되므로 도토리를 음식 재료로 사용하였다. 다른 묵들과 마찬가지로 도토리묵은 무침으로 먹거나 양념장을 위에 뿌려 먹는다. 양념장은 간장, 참기름, 당근, 양파, 마늘, 고춧가루, 깨소금 등을 섞어 만든다.
도토리묵은 수백만의 사람들이 헐벗고 굶주렸던 한국전쟁 기간 동안 많이 먹었으나, 세월이 흐르며 도토리묵은 빈곤의 상징으로 인식되기 시작했고 메밀묵 등의 다른 묵을 쉽게 구할 수 있게 되면서, 점차적으로 수요가 감소했다. 그러나 최근 몇 년 사이 도토리묵은 건강 식품으로 재조명되고 있다.
수분함량이 많고 포만감을 주지만 칼로리가 적어서 다이어트 식품으로 사용되기도 한다.

## 생산 과정
도토리에는 녹말과 단백질이 풍부하지만, 탄닌과 폴리페놀 역시 풍부하여 소화를 방해할 수 있다. 따라서, 수확한 도토리는 반드시 사용하기 전에 탄닌 성분을 적절하게 가공하여야 한다. 도토리는 땅에 떨어지는 걸 줍거나, 가지에 달린 것을 직접 수확한다. 수확한 도토리는 껍질을 까고 내부의 견과부분을 분리하여 곱게 갈아낸다. 도토리 가루를 많은 양의 물과 잘 섞어 우려낸 후, 앙금을 가라앉힌 뒤 걸러내면 도토리 가루 속의 섬유소와 녹말 성분을 분리할 수 있다.
이런 과정에서 섬유소와 녹말이 분리되는 것 뿐만 아니라, 녹말 속의 탄닌 성분도 확산현상을 통해 빠져나간다. 물 속에서 우려내는 시간의 길이는 도토리가루 속의 탄닌 양에 비례하며, 효과적인 탄닌 제거를 위해서는 여러번 물을 갈아주어야 한다.
탄닌이 완전히 제거된 도토리 녹말가루는 색이 희어진다. 이 상태의 앙금은 그릇의 가장 바닥에 가라앉게 되므로, 윗물만 모두 따라낸 후 앙금을 말린다. 물기가 제거된 앙금은 곱게 빻아 가루의 형태로 판매된다. 가루 형태의 도토리 녹말 가루는, 물과 섞어 걸쭉한 농도가 되도록 끓여, 평평한 접시에 부어 식히면 도토리묵으로 만들 수 있다.

## 역사
조선시대에 선조가 임진왜란이 터지는 바람에 북쪽으로 피난을 갔는데, 당시 그 지역에서는 상수리나무를 토리나무라고 불렀던 모양이다. 난리 중에 먹을거리가 있을 리 없고, 임금 일행을 대접하기는 해야 했기에 마을 사람들은 황송한 마음에 급한 대로 도토리로 묵을 쑤어 수라상에 올렸다. 그런데 배고플 때 먹으니 그 맛이 환상적일 수밖에. 나중에 궁궐로 돌아온 뒤에도 선조는 옛날 고생을 잊지 않겠다는 의미로 토리묵을 상에 올리라고 했다. 토리묵이 수라상에 자주 오르는 귀한 음식이 된 것이다. 그 뒤로 수라상에 올린다고 해서 도토리를 상수리라고 했다는 이야기가 전해진다.

## 같이 보기
- 녹두묵 - 녹두로 만든 묵(청포묵)
- 황포묵 - 녹두묵을 노랗게 염색한 묵
- 메밀묵 - 메밀로 만든 묵
- 곤약 - 일본 묵류의 음식